# Липатов, Юрий Сергеевич
Юрий Сергеевич Липатов  (10 июля 1927, Иваново-Вознесенск, СССР — 31 августа 2007, Киев, Украина) — советский и украинский учёный-химик, доктор химических наук (1963), профессор (1964), академик АН Украинской ССР в области химии высокомолекулярных соединений.
Академик Международной академии творчества (1992), Нью-Йоркской Академии наук (1995). Соавтор более 1200 научных работ, среди которых 16 монографий, а также 130 изобретений.

## Биография
Родился 10 июля 1927 года в городе Иваново-Вознесенск в семье советского физикохимика Сергея Михайловича Липатова. Мать — Гариетта Владимировна (1902—1986).
В 1940 году семья переехала в Минск, а после начала Великой Отечественной войны была эвакуирована в Ташкент.
В 1949 году окончил Московский нефтяной институт им. академика И. М. Губкина по специальности «технология нефти и газа». Работал в Центральном институте авиационного топлива и масел (1949—1951) (Москва), и в Физико-химическом институте (1951—1959) Министерства химической промышленности СССР. В Физико-химическом институте им. Л. Я. Карпова окончил аспирантуру и начал свою работу в должности старшего научного сотрудника. Первые его научные публикации были выполнены под руководством академика В. А. Каргина.
В конце 1950-х годов переехал в Минск, где в это время его отец руководил лабораторией полимеров. В 1959—1964 годах работал в Институте общей и неорганической химии АН БССР; занимал должность заведующего лабораторией армированных пластиков и заместителя директора по научной работе. Его докторская диссертация была посвящена физической химии наполненных полимеров.
В 1964 году переехал в Киев, где возглавлял до 1985 года Институт химии высокомолекулярных соединений АН УССР (ныне Институт химии высокомолекулярных соединений НАН Украины).
В 1969 году был избран членом-корреспондентом, а 27 декабря 1973 года — академиком АН УССР.
В 1981 году в Институте химии высокомолекулярных соединений начало разрабатываться новое направление — химия и физикохимия полимерных композиционных материалов. В 1985 году Липатов оставил должность директора и сосредоточился на управлении отделом физикохимии полимеров. Среди тех, кто учился под его научным руководством, 10 докторов и 51 кандидат науки.
Жена — Татьяна Эсперовна Липатова (род. 1924), доктор химических наук, профессор.

## Научная деятельность
Научные работы касаются химии полимеров. Исследовал структурообразования в концентрированных растворах полимеров и олигомерах, физико-химические свойства и структуру полиуретанов. Также изучал адгезию и адсорбцию полимеров из концентрированных растворов на твёрдых поверхностях. Работал над научным фундаментом создания композитных полимерных материалов и разрабатывал пути их практического применения.
Был главным редактором «Russian Polymer Journal».

## Избранная библиография
- Физическая химия наполненных полимеров — М.: Химия, 1977 (переведено на английский язык в 1979 г.);
- Коллоидная химия полимеров — Киев, 1984 (переведено на английский язык);
- Адсорбция полимеров. — Киев: Наукова думка, 1972
- Adsorbtion of Polymers — John Wigly, 1974;
- Polymer Reinforcement — ChemTec Publ., Canada, 1994;
- Thermodynamics of Polymer Blends — ChemTec Publ., Canada, 1996
- Коллоидная химия полимеров. — Киев: Наукова думка, 1984
- Физическая химия наполненных полимеров. — М.: Химия, 1977
- Структура и свойства полиуретанов. — Киев: Наукова думка, 1970
- Физико-химические основы наполнения полимеров. — М.: Химия, 1991
- Физико-химия наполненных полимеров. — Киев: Наукова думка, 1967
- Межфазные явления в полимерах. — Киев: Наукова думка, 1980
- Адсорбция смесей полимеров из разбавленных и полуразбавленных растворов / Ю. С. Липатов, Т. Т. Тодосийчук, В. Н. Чорная. — Успехи химии, 64:5 (1995), 497—504
- Особенности химической кинетики формирования взаимопроникающих полимерных сеток / Ю. С. Липатов, Т. Т. Алексеева. — Успехи химии, 61:12 (1992), 2187—2214
- Физико-химические свойства иономерсодержащих взаимопроникающих полимерных сеток / Ю. С. Липатов, Л. М. Сергеева. — Успехи химии, 55:12 (1986), 2086—2105
- Спинодальный распад в полимерных системах / Ю. С. Липатов, В. В. Шилов. — Успехи химии, 53:7 (1984), 1197—1221
- Современные теории адсорбции полимеров на твёрдых поверхностях. — Успехи химии, 50:2 (1981), 355—379
- О состоянии теории изо-свободного объёма и стеклования в аморфных полимерах. — Успехи химии, 47:2 (1978), 332—356
- Структурные особенности гомо- и сополиуретанов / Ю. Ю. Керча, Ю. С. Липатов. — Успехи химии, 46:2 (1977), 320—344
- Синтез и свойства взаимопроникающих сеток / Ю. С. Липатов, Л. М. Сергеева. — Успехи химии, 45:1 (1976), 138—159
- Современные представления о гелеобразовании в растворах полимеров и о строении гелей / Ю. С. Липатов, Н. Ф. Прошлякова. — Успехи химии, 30:4 (1961), 517—531[6]

## Награды
- премия Л. В. Писаржевского АН УССР (1980);
- Государственная премия УССР в области науки и техники (1981);
- Орден Дружбы народов (1981);
- Заслуженный деятель науки и техники УССР (1990);
- премия Поля Флоре Международной Академии творчества (1997, Россия — США);
- премия А. И. Киприанова НАН украины за цикл научных трудов «Сплавы линейных и сетчатых полимеров и их усиления» (1998);
- орден «За заслуги» ІІІ степени (1998);
- Почётная грамота Президиума Верховного Совета УССР (1977);
- Почётная грамота Верховной рады Украины (2007);
- Почётный знак Президиума НАН Украины (2007).